# Phase à élimination directe de la Coupe d'Asie des nations de football 2011
La phase à élimination directe de la Coupe d'Asie des nations de football 2011 concerne les 8 équipes qualifiées à l'issue du premier tour et commence par les quarts de finale.

## Vue d'ensemble
Les deux premiers de chaque groupe du premier tour qualifiés pour les quarts de finale :
| Groupe A       | Groupe B    | Groupe C        | Groupe D |
| -------------- | ----------- | --------------- | -------- |
| 1. Ouzbékistan | 1. Japon    | 1. Australie    | 1. Iran  |
| 2. Qatar       | 2. Jordanie | 2. Corée du Sud | 2. Irak  |

### Tableau récapitulatif
|  | Quarts de finale 21 et 22 janvier 2011                | Quarts de finale 21 et 22 janvier 2011                |                                              |                                              | Demi-finales 25 janvier 2011                          | Demi-finales 25 janvier 2011                          |       |  | Finale 29 janvier 2011                            | Finale 29 janvier 2011                            |
|  | Quarts de finale 21 et 22 janvier 2011                | Quarts de finale 21 et 22 janvier 2011                |                                              |                                              | Demi-finales 25 janvier 2011                          | Demi-finales 25 janvier 2011                          |       |  | Finale 29 janvier 2011                            | Finale 29 janvier 2011                            |
|  |                                                       |                                                       |                                              |                                              |                                                       |                                                       |       |  |                                                   |                                                   |
|  | 21 janvier à Doha (Khalifa International Stadium) (A) | 21 janvier à Doha (Khalifa International Stadium) (A) |                                              |                                              | 25 janvier à Doha (Khalifa International Stadium) (I) | 25 janvier à Doha (Khalifa International Stadium) (I) |       |  | 29 janvier à Doha (Khalifa International Stadium) | 29 janvier à Doha (Khalifa International Stadium) |
|  | 21 janvier à Doha (Khalifa International Stadium) (A) | 21 janvier à Doha (Khalifa International Stadium) (A) |                                              |                                              | 25 janvier à Doha (Khalifa International Stadium) (I) | 25 janvier à Doha (Khalifa International Stadium) (I) |       |  | 29 janvier à Doha (Khalifa International Stadium) | 29 janvier à Doha (Khalifa International Stadium) |
|  | Ouzbékistan                                           | 2                                                     |                                              |                                              | 25 janvier à Doha (Khalifa International Stadium) (I) | 25 janvier à Doha (Khalifa International Stadium) (I) |       |  | 29 janvier à Doha (Khalifa International Stadium) | 29 janvier à Doha (Khalifa International Stadium) |
|  | Ouzbékistan                                           | 2                                                     |                                              |                                              | 25 janvier à Doha (Khalifa International Stadium) (I) | 25 janvier à Doha (Khalifa International Stadium) (I) |       |  | 29 janvier à Doha (Khalifa International Stadium) | 29 janvier à Doha (Khalifa International Stadium) |
|  | Jordanie                                              | 1                                                     |                                              |                                              | 25 janvier à Doha (Khalifa International Stadium) (I) | 25 janvier à Doha (Khalifa International Stadium) (I) |       |  | 29 janvier à Doha (Khalifa International Stadium) | 29 janvier à Doha (Khalifa International Stadium) |
|  | Jordanie                                              | 1                                                     | Ouzbékistan                                  | 0                                            |                                                       |                                                       |       |  | 29 janvier à Doha (Khalifa International Stadium) | 29 janvier à Doha (Khalifa International Stadium) |
|  | 22 janvier à Doha (Jassim Bin Hamad Stadium) (B)      |                                                       | Ouzbékistan                                  | 0                                            |                                                       |                                                       |       |  | 29 janvier à Doha (Khalifa International Stadium) | 29 janvier à Doha (Khalifa International Stadium) |
|  |                                                       | Australie                                             | 6                                            |                                              |                                                       |                                                       |       |  | 29 janvier à Doha (Khalifa International Stadium) | 29 janvier à Doha (Khalifa International Stadium) |
|  | Australie (a.p.)                                      | Australie                                             | 6                                            | 1                                            |                                                       |                                                       |       |  | 29 janvier à Doha (Khalifa International Stadium) | 29 janvier à Doha (Khalifa International Stadium) |
|  | Australie (a.p.)                                      |                                                       |                                              | 1                                            |                                                       |                                                       |       |  | 29 janvier à Doha (Khalifa International Stadium) | 29 janvier à Doha (Khalifa International Stadium) |
|  | Irak                                                  | 0                                                     |                                              |                                              |                                                       |                                                       |       |  | 29 janvier à Doha (Khalifa International Stadium) | 29 janvier à Doha (Khalifa International Stadium) |
|  | Irak                                                  | 0                                                     | Australie                                    | 0                                            |                                                       |                                                       |       |  |                                                   |                                                   |
|  | 21 janvier à Doha (Al Gharafa Stadium) (C)            |                                                       | Australie                                    | 0                                            |                                                       |                                                       |       |  |                                                   |                                                   |
|  |                                                       | Japon (a.p.)                                          | 1                                            |                                              |                                                       |                                                       |       |  |                                                   |                                                   |
|  | Japon                                                 | Japon (a.p.)                                          | 1                                            | 3                                            |                                                       |                                                       |       |  |                                                   |                                                   |
|  | Japon                                                 | 25 janvier à Doha (Al Gharafa Stadium) (II)           |                                              | 3                                            |                                                       |                                                       |       |  |                                                   |                                                   |
|  | Qatar                                                 | 2                                                     |                                              |                                              |                                                       |                                                       |       |  |                                                   |                                                   |
|  | Qatar                                                 | 2                                                     | Japon (t.a.b.)                               | 2 (3)                                        |                                                       |                                                       |       |  |                                                   |                                                   |
|  | 22 janvier à Doha (Qatar SC Stadium) (D)              | 22 janvier à Doha (Qatar SC Stadium) (D)              | Japon (t.a.b.)                               | 2 (3)                                        | Match pour la 3e place 28 janvier 2011                | Match pour la 3e place 28 janvier 2011                |       |  |                                                   |                                                   |
|  | 22 janvier à Doha (Qatar SC Stadium) (D)              | 22 janvier à Doha (Qatar SC Stadium) (D)              |                                              | Corée du Sud                                 | Match pour la 3e place 28 janvier 2011                | Match pour la 3e place 28 janvier 2011                | 2 (0) |  |                                                   |                                                   |
|  | Iran                                                  | 0                                                     | 28 janvier à Doha (Jassim Bin Hamad Stadium) | 28 janvier à Doha (Jassim Bin Hamad Stadium) |                                                       |                                                       | 2 (0) |  |                                                   |                                                   |
|  | Iran                                                  | 0                                                     | 28 janvier à Doha (Jassim Bin Hamad Stadium) | 28 janvier à Doha (Jassim Bin Hamad Stadium) |                                                       |                                                       |       |  |                                                   |                                                   |
|  | Corée du Sud (a.p.)                                   | 1                                                     |                                              | Corée du Sud                                 | 3                                                     |                                                       |       |  |                                                   |                                                   |
|  | Corée du Sud (a.p.)                                   | 1                                                     |                                              | Corée du Sud                                 | 3                                                     |                                                       |       |  |                                                   |                                                   |
|  |                                                       |                                                       |                                              |                                              |                                                       |                                                       |       |  | Ouzbékistan                                       | 2                                                 |
|  |                                                       |                                                       |                                              |                                              |                                                       |                                                       |       |  | Ouzbékistan                                       | 2                                                 |

## Quarts de finale
| 21 janvier 2011 | Japon                      | 3 - 2 | Qatar                           | Al Gharafa Stadium, Doha                                |                                                         |
| 14 h 25 UTC+3   | Kagawa 28e 70e · Inoha 89e |       | 12e Sebastián · 63e Fábio César | Spectateurs : 19 479 Arbitrage : Subkhiddin Mohd Salleh | Spectateurs : 19 479 Arbitrage : Subkhiddin Mohd Salleh |
| 14 h 25 UTC+3   | Rapport                    |       |                                 | Spectateurs : 19 479 Arbitrage : Subkhiddin Mohd Salleh | Spectateurs : 19 479 Arbitrage : Subkhiddin Mohd Salleh |

| 21 janvier 2011 | Ouzbékistan    | 2 - 1 | Jordanie   | Khalifa International Stadium, Doha          |                                              |
| 17 h 25 UTC+3   | Bakaev 46e 49e |       | 59e Yaseen | Spectateurs : 16 073 Arbitrage : Abdul Malik | Spectateurs : 16 073 Arbitrage : Abdul Malik |
| 17 h 25 UTC+3   | Rapport        |       |            | Spectateurs : 16 073 Arbitrage : Abdul Malik | Spectateurs : 16 073 Arbitrage : Abdul Malik |

| 22 janvier 2011 | Australie   | 1 - 0 a. p. | Irak | Jassim Bin Hamad Stadium, Doha                       |                                                      |
| 14 h 25 UTC+3   | Kewell 118e |             |      | Spectateurs : 7 889 Arbitrage : Abdulrahman Mohammed | Spectateurs : 7 889 Arbitrage : Abdulrahman Mohammed |
| 14 h 25 UTC+3   | Rapport     |             |      | Spectateurs : 7 889 Arbitrage : Abdulrahman Mohammed | Spectateurs : 7 889 Arbitrage : Abdulrahman Mohammed |

| 22 janvier 2011 | Iran    | 0 - 1 a. p. | Corée du Sud        | Qatar SC Stadium, Doha                          |                                                 |
| 17 h 25 UTC+3   |         |             | 105e Yoon Bit-garam | Spectateurs : 7 111 Arbitrage : Ravshan Irmatov | Spectateurs : 7 111 Arbitrage : Ravshan Irmatov |
| 17 h 25 UTC+3   | Rapport |             |                     | Spectateurs : 7 111 Arbitrage : Ravshan Irmatov | Spectateurs : 7 111 Arbitrage : Ravshan Irmatov |

## Demi-finales
| 25 janvier 2011 | Japon                                 | 2 - 2 a. p.       | Corée du Sud                                  | Al Gharafa Stadium, Doha                          |                                                   |
| 14 h 25 UTC+3   | Maeda 36e · Hosogai 98e               |                   | 23e (pen.) Ki Sung-yueng · 120e Hwang Jae-won | Spectateurs : 16 171 Arbitrage : Khalil Al Ghamdi | Spectateurs : 16 171 Arbitrage : Khalil Al Ghamdi |
| 14 h 25 UTC+3   | Rapport                               |                   |                                               | Spectateurs : 16 171 Arbitrage : Khalil Al Ghamdi | Spectateurs : 16 171 Arbitrage : Khalil Al Ghamdi |
| 14 h 25 UTC+3   | K. Honda · Okazaki · Nagatomo · Konno | Tirs au but 3 – 0 | Koo Ja-cheol · Lee Yong-rae · Hong Jeong-ho   | Spectateurs : 16 171 Arbitrage : Khalil Al Ghamdi | Spectateurs : 16 171 Arbitrage : Khalil Al Ghamdi |

| 25 janvier 2011 | Ouzbékistan | 0 - 6 | Australie                                                                      | Khalifa International Stadium, Doha                   |                                                       |
| 17 h 25 UTC+3   |             |       | 5e Kewell · 34e Ognenovski · 65e Carney · 74e Emerton · 82e Valeri · 83e Kruse | Spectateurs : 24 826 Arbitrage : Ali Hamad Al-Badwawi | Spectateurs : 24 826 Arbitrage : Ali Hamad Al-Badwawi |
| 17 h 25 UTC+3   | Rapport     |       |                                                                                | Spectateurs : 24 826 Arbitrage : Ali Hamad Al-Badwawi | Spectateurs : 24 826 Arbitrage : Ali Hamad Al-Badwawi |

## Match pour la3eplace
| 28 janvier 2011 | Corée du Sud                           | 3 - 2 | Ouzbékistan             | Jassim Bin Hamad Stadium, Doha              |                                             |
| 16 h 00 UTC+3   | Koo Ja-cheol 18e · Ji Dong-won 28e 39e |       | 45e (pen.) 54e Geynrikh | Spectateurs : 8 199 Arbitrage : Abdul Malik | Spectateurs : 8 199 Arbitrage : Abdul Malik |
| 16 h 00 UTC+3   | Rapport                                |       |                         | Spectateurs : 8 199 Arbitrage : Abdul Malik | Spectateurs : 8 199 Arbitrage : Abdul Malik |

## Finale
| Finale                                                 | Australie | 0 - 1 ap              | Japon    | Khalifa International Stadium, Doha              |                                                  |
| 29 janvier 2011 · 18 h AST · Historique des rencontres |           | (0 - 0, 0 - 0, 0 - 0) | 109e Lee | Spectateurs : 37 174 Arbitrage : Ravshan Irmatov | Spectateurs : 37 174 Arbitrage : Ravshan Irmatov |
| 29 janvier 2011 · 18 h AST · Historique des rencontres | Rapport   |                       |          | Spectateurs : 37 174 Arbitrage : Ravshan Irmatov | Spectateurs : 37 174 Arbitrage : Ravshan Irmatov |

| Australie | Japon |

| Australie :     |    |                 |      |      |
|                 |    |                 |      |      |
| Gardien de but  | 1  | Mark Schwarzer  |      |      |
|                 | 8  | Luke Wilkshire  |      |      |
|                 | 2  | Lucas Neill     |      |      |
|                 | 6  | Saša Ognenovski |      |      |
|                 | 3  | David Carney    |      |      |
|                 | 14 | Brett Holman    | 39e  | 65e  |
|                 | 15 | Mile Jedinak    |      |      |
|                 | 16 | Carl Valeri     | 16e  |      |
|                 | 17 | Matt McKay      | 112e |      |
|                 | 10 | Harry Kewell    |      | 103e |
|                 | 4  | Tim Cahill      |      | 109e |
| Remplaçants :   |    |                 |      |      |
|                 | 7  | Brett Emerton   |      | 65e  |
|                 | 23 | Robbie Kruse    |      | 103e |
|                 | 22 | Neil Kilkenny   |      | 109e |
| Sélectionneur : |    |                 |      |      |
| Holger Osieck   |    |                 |      |      |

| Japon :            |    |                |  |      |
|                    |    |                |  |      |
| Gardien de but     | 1  | Eiji Kawashima |  |      |
|                    | 6  | Atsuto Uchida  |  | 120e |
|                    | 22 | Maya Yoshida   |  |      |
|                    | 4  | Yasuyuki Konno |  |      |
|                    | 5  | Yuto Nagatomo  |  |      |
|                    | 7  | Yasuhito Endō  |  |      |
|                    | 17 | Makoto Hasebe  |  |      |
|                    | 18 | Keisuke Honda  |  |      |
|                    | 9  | Shinji Okazaki |  |      |
|                    | 14 | Jungo Fujimoto |  | 56e  |
|                    | 11 | Ryoichi Maeda  |  | 98e  |
| Remplaçants :      |    |                |  |      |
|                    | 3  | Daiki Iwamasa  |  | 56e  |
|                    | 19 | Tadanari Lee   |  | 98e  |
|                    | 2  | Masahiko Inoha |  | 120e |
| Sélectionneur :    |    |                |  |      |
| Alberto Zaccheroni |    |                |  |      |